# The Love Doctor (film 1917)
The Love Doctor è un film muto del 1917 diretto da Paul Scardon.
Secondo le informazioni contenute nella sinossi che accompagnava la descrizione per il copyright, la sceneggiatura del film si basava su Hashashin the Indifferent di George P. Dillenback. Non si hanno certezze sulla data di pubblicazione della storia.

## Trama
Il dottor Brandt, un brillante chirurgo, è follemente infatuato di Rose, una ragazza giovanissima che non ha mai avuto alcuna esperienza amorosa e che non ha alcun interesse per lui. Del medico, invece, è innamorata una giovane vedova, Blanche Hildreth. Quando Rose rimane ferita in un incidente d'auto, Brandt ha l'idea di scambiare le cellule cerebrali delle due donne nella speranza che l'operazione riesca a far innamorare Rose di lui. Drogata Blanche, esegue l'operazione che però non raggiunge l'esito voluto. Riesce infatti a svegliare gli istinti sessuali di Rose che però li rivolge verso altri soggetti. Dopo essersi fidanzata con lui, in preda a una passione selvaggia, lo lascia per un altro uomo. Qualche mese dopo, nei bassifondi, Brandt ritrova la ragazza con la mente vuota e in fin di vita. Nuovamente operata, viene guarita e riportata nelle sue condizioni normali. Rose, allora, decide di entrare in convento, mentre Brandt sposa Blanche.

## Produzione
Il film fu prodotto dalla Vitagraph Company of America.

## Distribuzione
Distribuito dalla Greater Vitagraph (V-L-S-E), il film uscì nelle sale cinematografiche statunitensi l'8 ottobre 1917.